# 책부원귀
《책부원귀》(册府元龜)는 중국 북송(北宋) 시대에 편찬된 유서(類書)의 하나로, 《태평광기》(太平廣記), 《태평어람》(太平御覽), 《문원영화》(文苑英華)와 함께 사대서(四大書)로 꼽힌다. 원래의 책 이름은 《군신사적》(君臣事迹)이다.

## 개요
왕흠약(王欽若) ・ 양억(楊億) 등이 진종(眞宗)의 칙명으로 경덕(景德) 2년(1005년)부터 편찬을 시작해 대중상부(大中祥符) 6년(1013년) 8월 13일에 완성되었으며, 1000권이라는 어마어마한 분량을 31부(部) 1,104문(門)으로 분류하였다. 각 부문은 시대순으로 가장 오래된 것부터 채록하였으며, 역대의 제도 연혁을 총괄 기록한 역대 회요(會要)의 성격을 지닌다. 특히 당(唐)・오대(五代)의 조칙문(詔敕文) ・ 상주문(上奏文)이 상세히 채록되어 있어(그 가운데는 《책부원귀》를 통해서만 확인할 수 있는 자료도 많다) 당 ・ 오대 연구에 빠질 수 없는 중요 사료로 꼽힌다.
오늘날의 백과사전과 같은 성격인 유서(類書)는 흔히 경(經) ・ 사(史) ・ 자(子) ・ 집(集)의 넓은 범위에서 내용을 뽑아 오는데, 《책부원귀》의 경우 경 ・ 사 ・ 자 부문에 집중하여 상고 시대부터 오대까지 중국의 역대 황제 ・ 재상 ・ 관료의 정치에 대한 사적을 모아 분류하였다는 특징이 있다.
송대에 편찬된 저작 가운데 가장 많은 분량을 차지하며, 《태평어람》과 권수는 같지만 총 글자수는 《태평어람》의 배가 되는 9,392,000여 자(字)이다.

## 주요 판본
송각본(宋刻本)
현존하는 송대의 《책부원귀》 판각본, 즉 송각본(宋刻本)은 남송(南宋) 시대의 것이다. 모두 596권 정도가 남아있으며, 그 판본은 두 종류로 나뉜다. 하나는 《신간감본 책부원귀》(新刊監本册府元龜)라는 표제가 붙은 것으로 8권이 남아 베이징(北京)의 중국국가도서관(中國國家圖書館)에 소장되어 있고, 다른 하나는 《책부원귀》라는 표제가 붙은 것으로 모두 588권인데 중복되는 것을 빼고 나면 결과적으로 남은 것은 573권이며, 대부분 일본 도쿄(東京)의 세이가 당(靜嘉堂)에 소장되어 있고(474권 소장) 나머지는 중화민국의 타이베이시(臺北) 국립고궁박물원(國立故宮博物院)에 88권이, 중국 본토의 중국국가도서관과 베이징 대학 도서관에 각각 25권과 1권이 소장되어 있다.
명각본(明刻本)
명(明) 숭정(崇禎) 15년(1642년)에 복건(福建)의 건양현(建陽縣)의 지방관을 맡고 있던 황극기(黃國琦)가 당시 여러 집안에서 전해지던 사본들을 10여 년에 걸쳐 정리하고, 이를 다시 복건 성의 순안어사(巡按御史) 이사경(李嗣京) 등의 자금 지원을 받아 간행하여 세상에 퍼뜨렸다. 1960년에 중화서국(中華書局)에서 이를 영인본으로 펴냈는데, 청(清)의 학자 육심원(陸心源, 1834년~1894년)의 기재와 송본을 참조하여 관련 조항의 쪽수를 권말마다 표기하였다. 이것이 오늘날 가장 널리 통행되는 간행본이 되었다. 중국 난징 대학(南京大學) 고전문학연구소는 명대의 각본을 저본으로 송본과 당・오대 이전의 방대한 문헌을 바탕으로 교정하여 2007년 3월에 출판하였다.
청각본(清刻本)
청 강희(康熙) 11년(1672년)에 오수당(五繡堂)에서 명각본을 교감하여 간행하였다.

## 같이 보기
- 중국 문학